# La cucaracha (dal)
La cucaracha (magyarul: „A csótány”) egy világhírű spanyol nyelvű népdal, egész pontosan – műfaját tekintve – corrido. A mexikói forradalom idején vált népszerűvé, végső eredete azonban ismeretlen. A dalt már 1883-ban említették, és valószínűleg már 1818-ban létezett. Nem kizárt, hogy Spanyolországból származik, azonban ez hiteles és dokumentált utalások híján nem bizonyítható; szintén nem találtak róla utalást Latin-Amerika egyetlen másik országában sem. A cucaracha szó a spanyol cuco, ’hernyó’ nőnemű nagyítóképzős származéka, amely hangutánzó eredetű, vélhetően a kései latin CUCUS vagy CUCULUS, ’kakukk’ szó nyomán.

## Szövege
A dal számos változatban létezik, legismertebb szövege (refrénje) a következő:

La cucaracha, la cucaracha – „A csótány, a csótány”
Ya no puede caminar – „Már nem tud gyalogolni”
Porque no tiene, porque le falta – „Mert nincs neki, mert hiányzik neki”
Las dos patitas de atrás – „A hátsó két lába”
La cucaracha, la cucaracha – „A csótány, a csótány”
Ya no puede caminar – „Már nem tud gyalogolni”
Porque no tiene, porque le falta – „Mert nincs neki, mert hiányzik neki”
Marihuana que fumar – „Marihuanát szívni”

## A La cucaracha a mexikói forradalom idején
A La cucaracha valószínűleg 1913-tól vagy 1914-től kezdődően a mexikói forradalom egyik legnépszerűbb dalává vált, főként az északi országrészben harcoló Pancho Villa északi hadosztályában. Sokan azt mondták, a csótány maga a forradalmárok által gyűlölt Victoriano Huerta elnök, akinek részegességére és állítólagos marihuánafogyasztására utal a szöveg.
A számtalan szövegvariáció között sok van, amik megemlítik Villa nevét, de előfordulnak bennük más forradalmárok nevei is. Amikor Huerta bukása után Villa már Venustiano Carranza ellen harcolt, megjelentek Carranzát gúnyoló versszakok is.

## A filmművészetben
A dal elhangzik több, a mexikói forradalomról szóló filmben is, például a Vámonos con Pancho Villában vagy a Pancho Villa kincsében is, ez utóbbiban ráadásul az egyik főszereplő Lewis golyószórójának a Cucaracha nevet adta. La Cucaracha címmel több film is készült, az 1959-es változatban a főszereplő nőt hívják így.

## Hangminta
Részlet a dal egyik változatából